# Eric Block
Eric Block (né le 25 janvier 1942) est un chimiste américain dont les recherches portent sur la chimie des composés organosulfurés et organosélénium, la chimie de l'allium (la chimie de l'ail, de l'oignon et d'autres alliums) et la chimie de l'olfaction. Depuis 2018, il est professeur émérite de chimie à l'Université d'État de New York à Albany.

## Biographie
Eric Block est né à New York en 1942. Il obtient son BS (1962) du Queens College de la City University de New York, où il est élu à Phi Beta Kappa. Après avoir occupé un poste d'assistant de recherche au Laboratoire national de Brookhaven, il fréquente l'Université Harvard, où il obtient sa maîtrise (1964) et son doctorat (1967) à la fois en tant que Fondation nationale pour la science et National Institutes of Health Predoctoral Fellow, travaillant avec Elias James Corey en tant qu'étudiant diplômé dans le domaine de la synthèse organique utilisant des composés organosoufrés. Après une bourse postdoctorale à Harvard avec Elias James Corey, Block rejoint la faculté de l'Université du Missouri à St. Louis en 1967, devenant professeur en 1979. En 1981, il part à l'Université d'État de New York à Albany, où il est titulaire de la chaire de chimie de 1985 à 1991. Il est nommé professeur émérite en 2002 et professeur "Carla Rizzo Delray" en 2006. En 2018, il devient professeur émérite à Albany et professeur invité au département de chimie de l'Université de Californie à Irvine.
Block occupe également des postes de visiteur à l'Université Harvard (1974), à l'Université de Bologne (1984), à l'Institut Weizmann (2000), au Wolfson College, à l'Université de Cambridge (2006), à l'Académie chinoise des sciences (2013) et à l'Université de Californie à Los Angeles (2018).

## Domaines de recherche
Block est connu pour ses recherches sur la chimie des organosulfures et des organoséléniums, en particulier celle des plantes du genre Allium, comme l'ail et l'oignon. Ce travail est résumé dans deux monographies, deux articles de synthèse et fait l'objet d'un webinaire de l'American Chemical Society en 2014. Depuis 2005, il travaille avec des collègues en neurobiologie et en chimie computationnelle sur l'étude des bases moléculaires de l'olfaction, en particulier le rôle des métaux comme le cuivre dans l'olfaction et les mécanismes moléculaires de détection des thiols  ainsi que du musc, comme la muscone. Avec ses collaborateurs, Block examine également la plausibilité de la théorie controversée des vibrations de l'olfaction, en concluant qu'elle est invraisemblable,.
Depuis 1994, Block est membre du comité de rédaction du Journal of Agricultural and Food Chemistry. Block est également rédacteur en chef associé (1984–1988) et membre du comité de rédaction (1984–2000), pour Phosphorus, Sulphur, Silicon and the Related Elements, en tant que membre du comité de rédaction et membre fondateur de Heteroatom Chemistry, 1990–1995 et comme éditeur associé pour Organic Reactions, Volume 30. Block est membre fondateur et membre du conseil consultatif international de la série de réunions de la Conférence internationale sur la chimie des hétéroatomes (ICHAC) et président de l'ICHAC-2, qui se tient à Albany, NY en 1989,.

## Publications
- E. Block, Reactions of Organosulfur Compounds, Academic Press, 1978 (ISBN 978-0-12-107050-2)
- Heteroatom Chemistry, VCH, 1990 (ISBN 978-3527278589)
- Advances in Sulfur Chemistry, JAI Press, 1994 (ISBN 0-89232-868-1)
- Block, E., Garlic and Other Alliums: The Lore and the Science, Royal Society of Chemistry, 2010 (ISBN 978-0-85404-190-9, lire en ligne)
- Block, E., Garlic and Other Alliums: The Lore and the Science, Chinese Edition [神奇的葱蒜—传说与科学], Chemistry Industry Press,‎ 2017 (ISBN 978-7-122-28930-8)